# 竹内薰兵
竹內 薰兵（たけうち くんぺい、1883年〈明治16年〉11月12日 - 1973年〈昭和48年〉3月21日）は、日本の医師、医学者（小児科学）、歌人。勲等は勲四等。学位は医学博士（京都帝国大学・1923年）。日本児童学会名誉会長、社団法人日本小児科学会名誉会員。旧姓は鈴木（すずき）。号は青夏（せいか）。姓の「內」は「内」の旧字体でありJIS X 0213:2004に収録されておらず、名の「薰」は「薫」の旧字体でありJIS X 0208に収録されていないことから、新字体で竹内 薰兵（たけうち くんぺい）、竹內 薫兵（たけうち くんぺい）、竹内 薫兵（たけうち くんぺい）とも表記される。
京都帝国大学での勤務を経て、竹内病院院長、東洋大学教授などを歴任した。

## 概要
静岡県出身の医師であり、医学者としても活動した。京都帝国大学に入局し、小児科学を専門とする。日本の小児科における重鎮であり、業界団体である日本医師会の理事や、東京都医師会の副会長などを歴任した。『小児病の予防学』や『小児科誤診学――誤診を避けるために』といった著作でも知られた。日本の一般家庭に牛乳を浸透させた立役者としても知られ、鎌倉名物の「鳩サブレー」が広まるきっかけとなった人物でもある。東洋大学で教鞭を執るなど、後進の育成にも尽力した。

## 来歴

### 生い立ち
1883年（明治16年）11月12日、静岡県城東郡にて生まれた。のちに京都帝国大学に進学する。当時の京都帝国大学は分科大学制を採っており、京都帝国大学の傘下にある京都医科大学にて学んだ。学内では平井毓太郎の門下となり、指導を受けた。1910年（明治43年）、京都帝国大学を卒業した。それに伴い、医学士の称号を取得した。なお、後年になって「生理的竝に超生理的吸引力に対する乳腺の組織学的研究」と題した博士論文を執筆し、1923年（大正12年）11月28日に京都帝国大学より医学博士の学位が授与された。なお、1923年（大正12年）には竹內家の家督を継いでいる。

### 医師として
大学卒業後は、母校である京都帝国大学に採用され、京都医科大学の小児科学教室に入局した。1913年（大正2年）、東京府東京市にて医院を開業する。1920年（大正9年）には小児科を専門とする竹内病院を設立した。それ以来、1971年（昭和46年）までの長きにわたって第一線で活躍した。
なお、東洋大学においては教授を兼任していた。公的な役職も歴任しており、東京市役所にて嘱託を兼任していた。日本医師会では理事に就任している。また、東京都医師会においては副会長などを歴任した。
これまでの功績が評価され、1966年（昭和41年）には勲四等瑞宝章が授与されている。1973年（昭和48年）3月21日に死去した。

## 研究
専門は医学であり、特に小児科学に関する分野について研究していた。児童の栄養について研究するなど栄養学の重要性に着目しており、医学だけでなく食品栄養科学にもかかわる研究に取り組んでいた。
一例として、牛乳や乳製品の有用性の啓蒙が挙げられる。当時の日本国民にとって、牛乳はまだ馴染みのない飲料であった。医学者である杉田直樹との共著『兒童の性と榮養』において、薰兵は牛乳について一章を割いてその有用性を説き、飲む量、温度、消毒、保存、加熱時の変化など詳細に解説している。また、豊島屋の「鳩サブレー」について、医師の秋場隆一とともに「離乳期の幼児食に最適」とコメントしたことでも知られる。当時の一般家庭ではバターにまだ馴染みがなかったことから、鳩サブレーは全く売れていなかった。しかし、隆一と薰兵の推薦をきっかけに、御用邸からも発注されるようになり、鳩サブレーは神奈川県鎌倉市の名物として浸透するに至った。
さらに、母子の栄養と健康改善に取り組む母子健康協会が1934年（昭和9年）2月11日に設立されると、同郷の医学者である吉岡彌生らとともに理事に就任している。
学術団体としては日本小児科学会、日本児童学会、日本医史学会、などに所属していた。日本小児科学会では理事に就任しており、日本児童学会では推されて幹事に就くなど、要職を歴任した。これまでの功績により、日本小児科学会より名誉会員の称号が授与されている。また、日本児童学会からは名誉会長の称号が授与されている。日本医史学会においては、富士川游、藤浪剛一、藤井秀旭、小田平義とともに発起人の一人として名を連ねている。

## 人物
短歌
短歌に親しみ、「青夏」と号して作品を発表していた。国文学者であり歌人でもある内海弘蔵に師事する。歌人の茅野雅子らを中心とする春草会の会員となっており、その例会も薰兵の竹内病院にて催されることもあった中田睦美 1998, p. 33。なお、薰兵が京都帝国大学から医学博士の学位を授与された際には、その祝賀会も兼ねて春草会の例会が催されている。歌集として『青夏集』を上梓したところ、それが河出書房の『現代短歌大系』9巻に採録されるなど、評価も高い。
そのため、医師でありながら歌壇での交遊も盛んであった。歌人の前田夕暮とも親しかった。あるとき、薰兵が古書を購入したところ、偶然にも夕暮自らが知人に献本したものであった。この知人は既に死去しており、遺された蔵書が整理されたため、古書店の店頭に並んだとみられる。夕暮は「偶然にも竹内君の手に這入つたのは喜ばしい」としている。
食通
当時から食通として知られており、『読売新聞』婦人部が編んだ『食通放談』にも談話が採録されている。それが高じて、ついには日本料理研究会の会長になっている。また、当時『東京日日新聞』記者であった子母澤寛にインタビューされ、蕎麦について語っているが、「そばの味落つ」と題して具体的な店名を挙げて論じている。コロッケ蕎麦については「妙なもの」と評しており、それを出す蕎麦店について「ぐんぐん邪道へ落ちてお話にならなくなってしまった」と指摘している。
恩師
京都帝国大学にて平井毓太郎の門下となり、それ以来、平井に対して尊敬の念を強く抱いている。平井については「決して甘い先生ではなかつた」が「慈眼衆生の限りなき溫かさ」があったと回顧している。そのうえで、自らを含む平井の門下生たちについて「絕大の尊崇心を平井先生に寄せて居るのは弟子の全部であることは確か」としており「平井先生の門下は一人のこらず、無上の幸福感に浸つている」と述べている。

## 家族・親族
薰兵は鈴木良平の長男として生まれた。のちに竹內元正の養子となり、姓を鈴木から竹內に改めている。薰兵の父である鈴木良平は、静岡県城東郡高瀬村にて稲作の改善を図る農事巡回講師を務めるとともに、報徳思想を啓蒙する社会運動家でもあり、橋本孫一郎や鷲山恭平と並んで「小笠報徳三人衆」と称された。薰兵の弟にあたる鈴木登は、内務省に入省したのち、青森県知事や長野県知事などを歴任した。なお、薰兵は登ら兄弟とともに良平の事蹟を回顧する書籍を編纂している。
薰兵は楢林文吾の長女と結婚した。なお、薰兵の二男は文吾の養子となり、楢林家に入った。薰兵の長女は、東京大学第一工学部教授などを歴任した林毅と結婚した。
- 鈴木良平（父）[1] - 社会運動家
- 鈴木登（弟）[1] - 内務官僚
- 林毅（娘婿）[1] - 工学者[24]

## 略歴
- 1883年 - 静岡県城東郡にて誕生[2]。
- 1910年 - 京都帝国大学京都医科大学卒業[2]。
- 1913年 - 開業[2][3]。
- 1920年 - 竹内病院設立[1]。
- 1934年 - 母子健康協会理事[10]。
- 1973年 - 死去[2][3]。

## 栄典
- 1966年 - 勲四等瑞宝章[2]。

## 著作

### 単著
- 竹内薫兵著『小児病診察法及類症鑒別』増訂3版、克誠堂書店、1914年。全国書誌番号:43005221
- 竹内薫兵著『実験子供の育て方』中央報徳会、1916年。全国書誌番号:43021738
- 竹内薫兵著『実験愛児の育て方と病気の手当』訂正改版、教育研究会、1922年。全国書誌番号:43005303
- 竹内薫兵著『子供の重い病気の容体と手当』アルス、1924年。全国書誌番号:43040384
- 竹内薫兵著『子供の病気――実例と手当』アルス、1925年。全国書誌番号:43005349
- 竹内薫兵著『青夏集』はまなす会、1931年。全国書誌番号:46090999
- 竹内薫兵著『實驗愛兒の育て方と病氣の手當』普及版、教育研究會、1937年。NCID BA86969683
- 竹内薫兵著『小児病の予後学総論』日本医書出版、1951年。全国書誌番号:51001354
- 竹内薫兵著『小児病の予後学各論』金原出版、1957年。全国書誌番号:57011536
- 竹内薫兵著『愛児の育て方』愛隆堂、1958年。全国書誌番号:58003412
- 竹内薫兵『小児科誤診学 : 誤診を避けるために』金芳堂、1963年。NDLJP:1380104。「国立国会図書館デジタルコレクション」

### 共著
- 児童保護研究会編『児童の性と栄養』児童保護研究会、1923年。全国書誌番号:43006120
- 杉田直樹・竹内薫兵共著『兒童の性と榮養』兒童保護研究會、1924年。NCID BN02818927
- 中央社会事業協会編『児童保護』中央社会事業協会、1927年。全国書誌番号:46092737
- 田中寛一ほか著、上村哲彌編『子供精神衛生身体衛生講話』日本両親再教育協會、1937年。NCID BA34713359
- 竹内熏兵・田村均著『冬の子供の病気一切の手当法』大日本雄弁会講談社、1938年。NCID BA69468604

### 編纂
- 竹内薫兵纂著『小兒病診察法及類症鑑別』克誠堂、1914年。NCID BN09025516
- 竹内薫兵纂著『腰椎穿刺ノ技術及其応用』増訂2版、吐鳳堂書店、1914年。全国書誌番号:43005053
- 竹内薫兵纂著『小兒病診察法及類症鑑別』増訂再版、克誠堂、1917年。NCID BA5705601X
- 鈴木一夫ほか編『鈴木良平小伝』鈴木登、1936年。全国書誌番号:44042190

### 寄稿、分担執筆、等
- 亀岡豊二編『久遠の寿――高島寿子夫人追悼録』東京芸備社、1922年。全国書誌番号:43033398
- 『玟瑰の花』5輯、玟瑰会、1925年。全国書誌番号:42015478
- 東京日日新聞社会部編『味覚極楽』光文社、1927年。全国書誌番号:47021068
- 文部省社会教育局編『現代家庭教育の要諦』宝文館、1931年。全国書誌番号:46085948
- 三宅孤軒編『割烹百家説林』1輯、全国同盟料理新聞社、1933年。全国書誌番号:44053565
- 京大短歌会編『京大歌集』昭和10年限定版、京大短歌会、1935年。全国書誌番号:46081816
- 読売新聞婦人部編『食通放談』秋豊園出版部、1937年。全国書誌番号:46058432
- 渋谷利喜太郎著『料理献立集』相模書房、1941年。全国書誌番号:46019540
- 『現代短歌大系』9巻、河出書房、1953年。全国書誌番号:57006892
- 佐々貫之編『初老からの医学』実業之日本社、1956年。全国書誌番号:57000601
- 子母沢寛聞き書『味覚極楽』竜星閣、1957年。全国書誌番号:57006023
- 久保田耕一著、久保田耕一遺稿集編集委員会編『若い星』久保田耕一遺稿集編集委員会、1957年。全国書誌番号:57007880
- 新島繁著『蕎麦極楽――箸袋随筆』さらしな総本店、1962年。全国書誌番号:62006373
- 小山武夫編『小児科診断体験集――誤診の戒め』南山堂、1964年。全国書誌番号:64003137
- 日本橋倶楽部編『この十年――日本橋倶楽部の講演から見た“世相十年”』日本橋倶楽部、1965年。全国書誌番号:77013855
- 清川安彦著『それはこうです育児の疑問』増補版、第一出版、1968年。全国書誌番号:68002023

### 註釈
1. ↑  静岡県城東郡は、佐野郡と合併し、1896年に小笠郡が設置された。
2. ↑  静岡県城東郡高瀬村、小貫村、中方村は合併し、1889年に佐束村が設置された。
3. ↑  京都帝国大学は、1947年に京都大学に改組された。
4. ↑  京都帝国大学京都医科大学は、1911年に医科大学に改組された。
5. ↑  医学士の称号は、1991年7月1日以降の学士（医学）の学位に相当する。
6. ↑  医学博士の学位は、1991年7月1日以降の博士（医学）の学位に相当する。
7. ↑  勲四等瑞宝章は、2003年5月1日以降の瑞宝小綬章に相当する。

## 関連人物
- 内海弘蔵
- 子母澤寛
- 杉田直樹
- 田中寛一
- 茅野雅子
- 平井毓太郎
- 富士川游
- 藤浪剛一
- 前田夕暮
- 吉岡彌生